# Cyclocorus
Cyclocorus – rodzaj węży z rodziny Cyclocoridae.

## Zasięg występowania
Rodzaj obejmuje gatunki występujące endemicznie na Filipinach.  

## Systematyka

### Etymologia
Cyclocorus: gr. κυκλος kuklos „koło, okrąg, pierścień”; κορυς korus, κορυθος koruthos „hełm”.

### Podział systematyczny
Do rodzaju należą następujące gatunki:
- Cyclocorus lineatus (Reinhardt, 1843)
- Cyclocorus nuchalis Taylor, 1923